# 凱氏犰狳
凱氏犰狳（學名：Dasypus kappleri），又名大長鼻犰狳，是南美洲上常見的犰狳，見於哥倫比亞、委內瑞拉、厄瓜多爾、圭亞那、蘇里南，法屬圭亞那，秘魯，玻利維亞及巴西。這是一種獨立、夜行的陸生動物，一般生活在河流及沼澤附近，透過捕食節肢及無脊椎動物為生。
凱氏犰狳是一種體型不少的犰狳品種，總長度可達83—106 cm（33—42英寸），一般體重可達8.5—10.5（19—23磅），但牠的體重可達15（33磅）
凱氏犰狳在牠的後腿上有一倒勾，容許牠在匍匐時以滕部掘進地洞內。受到威脅時，牠可釋放出令人不快的麝香味。

## 亞種
凱氏犰狳有兩個亞種，分別為：
- Dasypus kappleri kappleri Krauss, 1862
- Dasypus kappleri pastasae Thomas, 1901

## 外部連結
- 維基物種上的相關：凱氏犰狳